# Psychologue scolaire
 (janvier 2006).
Le psychologue scolaire se définit, selon l’Association américaine de psychiatrie, comme un psychologue praticien-scientifique qui s’intéresse à l’enfant en milieu scolaire en relation avec son enseignant et ses parents. Son attention se tourne principalement autour des besoins et du désir de l’enfant, mais il interagit également avec les enseignants, la direction, les infirmiers et les parents.
Les problèmes typiques rencontrés par le psychologue scolaire concernent l’apprentissage, la motivation, les comportements et les aspects émotionnel et développemental. Son principal objectif est d’apporter une perspective psychologique aux problèmes vécus par l’enfant en milieu scolaire, mais aussi par l’enseignant.
Les rôles du psychologue scolaire se sont modifiés au cours des années. Au début, le psychologue scolaire avait pour mission d’axer sa pratique sur le diagnostic et l’offre de soins curatifs pour les élèves en difficultés. Les interventions sur l’apprentissage s’inspiraient notamment des modèles et théories béhavioristes. Aujourd’hui, son rôle et ses fonctions tournent principalement autour des théories de l’apprentissage et de la prise en compte des facteurs psychologiques internes singuliers qui favorisent ou inhibent chez chacun ces apprentissages. Il doit s’occuper d’un grand nombre de tâches comme la consultation, l’évaluation, la prévention, l’intervention, le suivi, l’éducation et la recherche.
Différentes études portant sur le rôle du psychologue scolaire révèlent l'importance de considérer l’environnement de l’enfant. Dans cette perspective, le rôle du psychologue scolaire est amené à évoluer, de façon à s'ouvrir davantage sur l’implication des différents milieux de l’enfant dans son cheminement scolaire, dont le contexte scolaire, le milieu familial et la communauté (exemple : unification et présence de professionnels externes).
Lightner Witmer (en) a occupé une place déterminante dans le développement de la psychologie scolaire. Ses travaux s’attardent principalement sur les stratégies utilisées pour les élèves qui sont en dessous ou au-dessus de la moyenne. Les stratégies étaient élaborées de manière à prendre en considération les besoins spécifiques de chacun des élèves. L’approche contemporaine de la psychologie scolaire considère donc l’enfant de manière très individualisée.

## Rôle actuel
Selon le Grand dictionnaire de la Psychologie (Larousse, 1999), les missions du psychologue scolaire concernent la prévention des difficultés scolaires, l'élaboration et la mise en place de projets pédagogiques dans les écoles, l'évaluation des besoins individuels et la mise en place des mesures d'aides nécessaires, l'intégration des enfants ayant certaines particularités, l'intégration de la recherche et de la participation à des formations au fonctionnement de l'école.
Selon la Société Canadienne de Psychologie (2002), le psychologue scolaire se doit actuellement de préconiser l’identification et l’intervention précoce afin d’améliorer la situation de certains jeunes et ainsi diminuer les conséquences plus graves à long terme de problèmes tels que les troubles d’apprentissage ou de comportement. Dans le but d’aider à la planification et la formation scolaire, le psychologue réalise des évaluations psychologiques qui informeront sur les styles cognitifs, les apprentissages et les problèmes psychologiques, de santé mentale ou de comportement des élèves en difficulté. Il a aussi comme mandat de travailler en collaboration avec ces élèves, leurs parents, les enseignants, la direction de l’école ainsi que les autres professionnels œuvrant auprès de l’élève en vue d’élaborer des recommandations et de rédiger des plans d’intervention. Il appuie et conseille également les enseignants en ce qui concerne l’analyse des problèmes d’un élève, la gestion de classe et la mise en place de programmes particuliers à l’intention d’élèves ayant des besoins spéciaux, tel la douance. Lorsqu'il s'adresse aux parents, il peut les informer sur le développement et les apprentissages de leur enfant, les conseiller entre autres sur la gestion du comportement de celui-ci et les aider dans la recherche d’organismes ou de professionnels extérieurs. À l’intérieur de l’école, il est aussi une ressource dans la mise en place, la planification, et l’évaluation de programmes de prévention et d’intervention adaptés aux clientèles et aux problématiques rencontrées. Le psychologue scolaire maintient de plus des rapports professionnels avec différents organismes et professionnels extérieurs afin d’assurer la prestation de services significatifs auprès des élèves.

## Adaptations du rôle
Aujourd'hui, le rôle du psychologue se modifie et se complexifie. Il doit créer des relations entre l'élève et son environnement, d'abord, en instaurant une équipe dans le milieu scolaire qui pourra veiller à l'éducation et au bien-être de l'élève, puis en s'assurant que les parents s'impliquent de façon plus active dans l'éducation de leur enfant. Finalement, il doit veiller à la cohérence de l'action des divers professionnels de l'éducation pour offrir des services adaptés aux jeunes et aux familles.
Les tâches du psychologue scolaire comprennent aussi des activités de prévention des difficultés d'intégration sociale et scolaire des jeunes, de même que la promotion du bien-être. Le psychologue détient plusieurs rôles qui sont très variés. Il fait du dépistage, de l'identification et il évalue les difficultés vécues par les élèves. Il effectue des interventions directes auprès d'élèves ou de groupes en difficulté. Il amène les élèves à comprendre leur vécu et les aide à développer des attitudes et des comportements qui favorisent l'épanouissement de leur personnalité, de leurs relations sociales et de leur réussite scolaire. Le psychologue aide également à résoudre les problèmes d'ordre socioaffectif et intellectuel que l'élève peut rencontrer. Dans ces cas, il offre des conseils et du soutien aux enseignants et il peut diriger les élèves vers des ressources externes mieux adaptées à leurs besoins. Finalement, il tente de promouvoir des habiletés propices au développement harmonieux de l'élève et il favorise une organisation physique et humaine du milieu scolaire permettant le développement optimal du potentiel des élèves.

## Profession de psychologue scolaire

### Au Québec

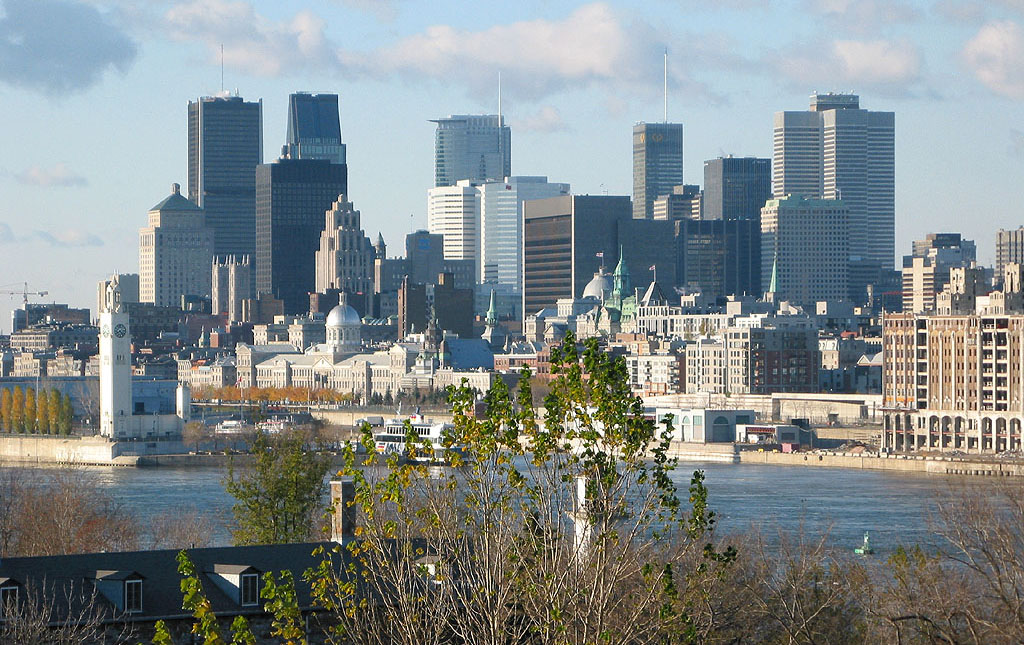
Montréal.

Le psychologue scolaire fait partie des services complémentaires qui s’inscrivent dans le cadre des régimes pédagogiques de l’éducation préscolaire ainsi que de l’enseignement primaire et secondaire découlant de la Loi de l’instruction publique du Québec (Turcot-Lefort, 2001). Le psychologue scolaire doit obligatoirement être membre de l’Ordre des psychologues du Québec et être à l’emploi d’une commission scolaire.
Au cours de la dernière décennie, plusieurs compressions budgétaires du gouvernement ont été associées à une baisse du nombre de professionnels qui travaillent dans les écoles, dont les psychologues (Turcott-Lefort, 2001). Dans une même commission scolaire, on compte souvent beaucoup moins de psychologues que d'écoles. Les services psychologiques accordés aux différentes institutions scolaires varient entre autres selon le nombre d’élèves, de classes spécialisées ainsi que de la défavorisation du milieu. En moyenne, un psychologue scolaire sera affecté à trois écoles (Brault, 2005a), mais cette donnée peut varier selon les commissions scolaires. Ces professionnels se retrouvent ainsi surchargés de travail et consacrent ordinairement plus de la moitié de leur temps à l’évaluation d’enfants, plus particulièrement à l’évaluation intellectuelle (Gagné, 2005), au détriment d’autres tâches tout aussi importantes.
Malgré le peu de services psychologiques offerts dans les écoles, le secteur de l’éducation fait face à une pénurie alarmante de psychologues scolaires, d’autant plus que près de 20 % d’entre eux prendront leur retraite d’ici 5 ans (Gagné, 2005). Les conditions de travail attirent un nombre restreint de psychologues et peu sont formés spécifiquement pour l’intervention en milieu scolaire.
La défense des intérêts professionnels du psychologue scolaire et la reconnaissance de cette profession dans le secteur de l’éducation sont assurées par l’Association Québécoise des Psychologues Scolaires (AQPS) fondée en 1994. Celle-ci vise plus particulièrement à réunir les psychologues dont les intérêts ou le milieu de travail rejoignent la psychologie scolaire, à favoriser la formation continue, la transmission des informations et les échanges entre les membres par l’organisation de services offerts à ces derniers, à promouvoir la profession et en faciliter l’accès au public et à soutenir la qualité de l’exercice de la profession sur la base de normes professionnelles et scientifiques.

### En France

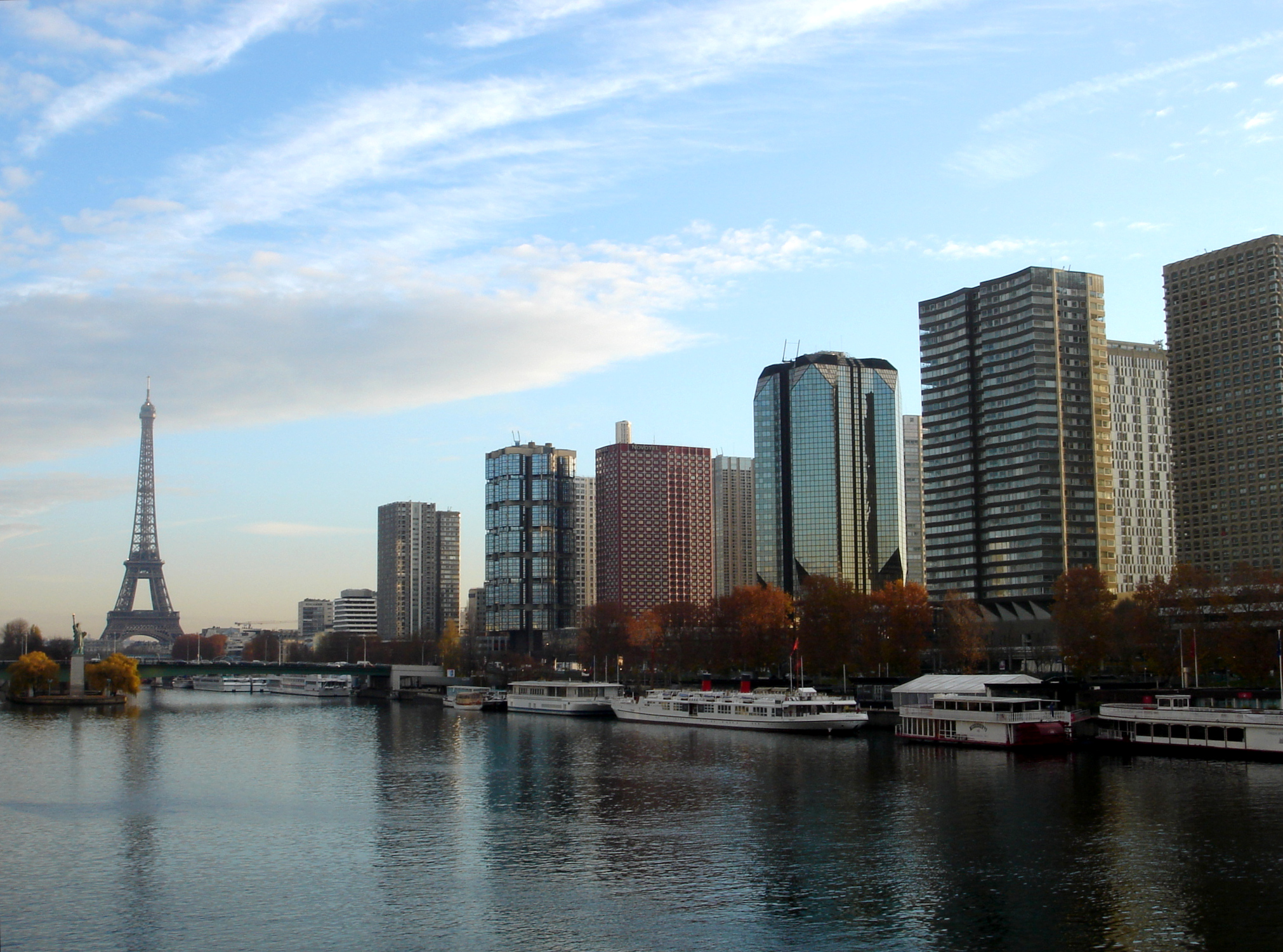
Paris (Front-de-Seine vu du pont Mirabeau).

En France, à Montpellier fut créé dès 1927 un poste d'inspecteur psychologique des écoles municipales, à l'initiative de Vera Kovarsky, alors assistante au laboratoire de psychologie expérimentale et appliquée de l'Université de Montpellier. Elle expérimente de nombreuses méthodes de détection des troubles chez les enfants mais également des problèmes familiaux. On lui doit notamment des communications pour faire cesser les contrariétés des gauchers, ou encore la détection précoce du daltonisme.
Le premier poste de psychologue scolaire en France fut créé le 15 septembre 1945, à Grenoble, dans l'école primaire de la Bastille (aujourd'hui école Jean-Jaurès), afin de faire face aux conséquences psychiques des traumatismes de la guerre pour de nombreux écoliers, et enseignants déchus par le régime de Vichy (de nombreux instituteurs et institutrices étaient francs-maçons)[réf. nécessaire] qui ont dû faire face aux restrictions, aux déportations de leur famille ou de leurs camarades d'école, à l'occupation sanglante de la ville dont l'apogée fut l'hiver 1943-1944, où la répression nazie fut la pire période meurtrière qu'a connu la ville (la « Saint Barthélémy Grenobloise »), la peur infantile des bombardements, des mitraillages allemands. Une plaque commémorative est apposée devant l'école, sur le cours Jean-Jaurès, à Grenoble. En 1945, Grenoble ne dépassait pas alors les 100 000 habitants.
Dans l'enseignement public, le psychologue scolaire était généralement un enseignant du premier degré (instituteur ou professeur des écoles) détenteur d'un diplôme permettant de faire usage du titre de psychologue en France (Diplôme d’État de psychologue scolaire ou MASTER/DESS de psychologie par exemple) : à ce titre, comme tous les psychologues, il est inscrit sur le répertoire ADELI de l'Agence régionale de santé. Le ministère de l'Éducation nationale considérait les psychologues scolaires comme des enseignants ayant une fonction spécifique : les administrations académiques utilisaient le vocable de « poste à profil ». Par conséquent, contrairement à ce qui pratiquait dans d'autres pays de l'OCDE, la profession de psychologue scolaire n'était alors pas reconnue comme telle en France.
La situation a évolué avec la constitution depuis la rentrée scolaire 2017 d'un corps de psychologues de l’Éducation nationale (PsyEN) regroupant les anciens conseillers d'orientation-psychologues (exerçant dans les collèges, lycées et dans le supérieur) et les psychologues scolaires du premier degré. Leur recrutement est réalisé sur concours national et ouvert aux titulaires d'un master/DESS de psychologie. Une formation complémentaire d'un an est assurée dans des centres dédiés et aboutira à une certification de niveau bac+6 (Certificat d'Aptitudes aux Fonctions de Psychologues de l’Éducation Nationale). Ainsi désormais le psychologue scolaire est un psychologue responsable de pratiquer la psychologie en milieu scolaire, selon la pluralité des méthodes et démarches qu'il lui appartient de choisir selon son évaluation de la situation et de la demande des intéressés et selon ses compétences, conformément au code de déontologie de sa profession.
Il exerce principalement ses fonctions dans le cadre d'un Réseau d'aides spécialisées aux élèves en difficulté (RASED) au sein duquel il collabore avec des enseignants spécialisés.
Le psychologue scolaire contribue à l'analyse et à la prise en charge des difficultés qui font obstacle à l'épanouissement de l'enfant à l'école primaire ; ceci quel que soit sa classe d'appartenance ou son âge.
Pour ce faire, il assure dans le cadre du RASED :
- des entretiens psychologiques individuels/familiaux qui visent à comprendre les difficultés de l'enfant et à en saisir les enjeux
- des examens cliniques et/ou psychométriques permettant d'évaluer le développement psychologique
- des observations dans les écoles et dans les classes
- des accompagnements psychologiques pour dépasser certaines difficultés ponctuelles d'ordre psychoaffectif.

Ces actions nécessitent obligatoirement une autorisation parentale : elles sont d'ailleurs réalisées à la demande des parents, des enfants eux-mêmes parfois, voire des enseignants pour ce qui concerne notamment les observations psychologiques dans les établissements.
De facto, le psychologue scolaire participe aussi aux diverses réunions institutionnelles qui concernent les enfants en situation de handicap et, plus généralement, les enfants accompagnés par le RASED :
- équipes éducatives à l'initiative des directeurs d'école ;
- équipes de suivi de scolarisation réunies par l'enseignant référent des élèves en situation de handicap ;
- conseils des maîtres/de cycle, éventuellement.

Il peut aussi être mobilisé sur des situations de crise institutionnelle ou pour siéger dans des commissions (équipe pluridisciplinaire des MDPH, CDOEA).
Compte tenu des règles en usage dans sa profession, le psychologue scolaire a le choix de ses outils et de sa démarche. Sa pratique est logiquement référée au code de déontologie qui garantit le secret professionnel et le refus de tout jugement de valeur.

## Évolution du rôle du psychologue scolaire

### Au Québec
Au cours des années, le rôle et les fonctions du psychologue scolaire se sont modifiés. Dans les années 1960, les premiers psychologues scolaires ont fait leur entrée dans les écoles du Québec. Avec le rapport Parent et sa réforme, l'école est devenue obligatoire pour tous les jeunes. Les écoles ont alors mis en place des classes spéciales et les psychologues ont procédé à des évaluations massives des capacités intellectuelles des élèves à l'aide d'outils collectifs.
À cette époque, il y avait peu d'interventions psychologiques individuelles. De plus, le psychologue ne faisait pas de prévention auprès des élèves.
Durant les années 1970, on a accordé une importance particulière au développement optimal de l'enfant et le psychologue est devenu une référence à l'école. Le dépistage et l'animation de programmes pour les enfants de maternelle ont pris de l'ampleur. Le psychologue faisait alors peu d'évaluation cognitive et peu de consultation pour des difficultés d'apprentissage.
Puis, les années 1980 ont amené une réforme scolaire plus encadrante, mettant l'accent sur les apprentissage de base, particulièrement le français et les mathématiques, et accordant plus d'importance aux résultats scolaires. L'accent a été mis sur la gestion et le contrôle des comportements des élèves qui dérangent en classe, ainsi que sur les enfants qui échouent malgré les ressources mises à leur disposition (l'aide d'un orthopédagogue, par exemple). Aussi, on a tenté d'intégrer en classe ordinaire les élèves ayant certaines particularités, comme les enfants atteints de surdité, au lieu de les placer dans des classes spéciales.
Pendant ces mêmes années, de nouveaux professionnels ont fait leur entrée dans les écoles (Brault, 2005 b): les orthophonistes, pour les jeunes ayant des problèmes de langage, et les psychoéducateurs, pour ceux présentant des troubles de comportement. Les orthopédagogues sont alors devenus des spécialistes des troubles d'apprentissage. Les psychologues sont alors devenus des leaders au sein de l'équipe professionnelle, en soutenant et orientant les interventions, tout en demeurant disponible pour les élèves en difficulté. Les interventions sur l'apprentissage les plus utilisées s'appuyaient surtout sur des théories béhavioristes. Cependant, pendant ces années, la profession s'est essentiellement axée sur le diagnostic puisqu'on demandait aux psychologues de bien identifier les élèves en difficulté pour justifier le financement provenant du Ministère de l'Éducation (Brault, 2005 b).

## Évaluation de l'élève
Selon Sattler (2001), le processus d'évaluation comporte plusieurs étapes nécessaires avant de déterminer l'intervention appropriée pour un élève en difficulté. Le psychologue scolaire doit utiliser un processus d'évaluation qui lui permettra de cibler les forces et les limites de l'élève ainsi que les actions nécessaires pour l'aider.
Tout d'abord, le psychologue doit s'assurer de bien comprendre la référence et de discuter des motifs d'évaluation avec la personne qui en fait la demande. Il s'ensuivra une décision relative à l'acceptation de la demande en considérant le type d'évaluation qui sera nécessaire et la possibilité de référer l'élève à un autre spécialiste (ex.: problème d'ordre médical).
Avant de débuter l'évaluation, le psychologue doit s'assurer d'obtenir l'autorisation écrite des parents. Ensuite, il doit faire une recension de toutes les informations contenues dans la demande d'évaluation ainsi que celles référant aux antécédents de l'élève. Une entrevue auprès des enseignants et des parents permet d'obtenir des informations concernant leur vision du problème, leur rôle par rapport à celui-ci et ce qui a été entrepris pour le régler. Ensuite, le psychologue scolaire procède à l'observation de l'enfant dans plusieurs contextes afin d'obtenir plus de détails. Puis, il sélectionne et administre les tests nécessaires et appropriés. Par la suite, le psychologue interprète les résultats des tests, énonce ses recommandations et décide du moment approprié pour un suivi. Ces éléments sont regroupés dans un rapport rédigé par le psychologue. S'il le juge approprié, il peut organiser une rencontre avec les parents, l'élève ou les autres personnes concernées. Finalement, la dernière étape comprend le suivi des recommandations et une réévaluation de l'enfant. L'évaluation se poursuit, par ailleurs, tout au long de l'intervention et permet d'y apporter des modifications selon son efficacité et les besoins de l'élève. C'est un processus qui peut sembler long, mais qui assure une intervention adéquate auprès de l'élève.

### Tests utilisés

#### Tests utilisés auprès de l'enfant
- Dominique Interactif
- Profil psychoéducatif révisé
- Conners' Rating Scales-Revised (CRS-R)
- Vineland Adaptive Behavior Scales (VABS)
- Échelle québécoise de comportements adaptatifs

#### Tests utilisés auprès de l'adolescent
- Conners' Rating Scales-Revised (CRS-R)

### Autres méthodes d'évaluation utilisées
- L'entrevue
- L'observation